# جيليان باربيري
جيليان ماري باربيري (بالإنجليزية: Jillian Marie Barberie)‏ (من مواليد 26 سبتمبر 1966 في بيرلينجتون، كندا) هي مضيفة تليفزيونية أمريكية مولودة في كندا ونقابة رياضية وشخصية إذاعية وممثلة من عام 1995 إلى عام 2012.

## روابط خارجية
- جيليان باربيري على موقع IMDb (الإنجليزية)
- جيليان باربيري على موقع أول موفي (الإنجليزية)
- جيليان باربيري على موقع قاعدة بيانات الفيلم (الإنجليزية)
- جيليان باربيري على موقع كينوبويسك (الروسية)